# Ликореј
Ликореј је у грчкој митологији било име више личности.

## Митологија
- Један од следбеника Амика, краља Бебрика. Поменут је у „Аргонаутици“.[1]
- Према Статију, био је један од бранилаца града Тебе у походу седморице против Тебе. Убио га је Амфијарај.[1]
- Према Аполонију са Рода и другим изворима, ово је био надимак бога Аполона, који је изгледа имао исти смисао као и његов други надимак Ликеј, али се пре свега односио на град Ликореју.[2]
- Друго име Ликора.[3]